# Міністерство сільського господарства і розвитку сільської місцевості Словацької Республіки
48°08′32″ пн. ш. 17°07′05″ сх. д. / 48.142151° пн. ш. 17.118081° сх. д.
48°08′33″ пн. ш. 17°07′05″ сх. д. / 48.142435° пн. ш. 17.118133° сх. д.

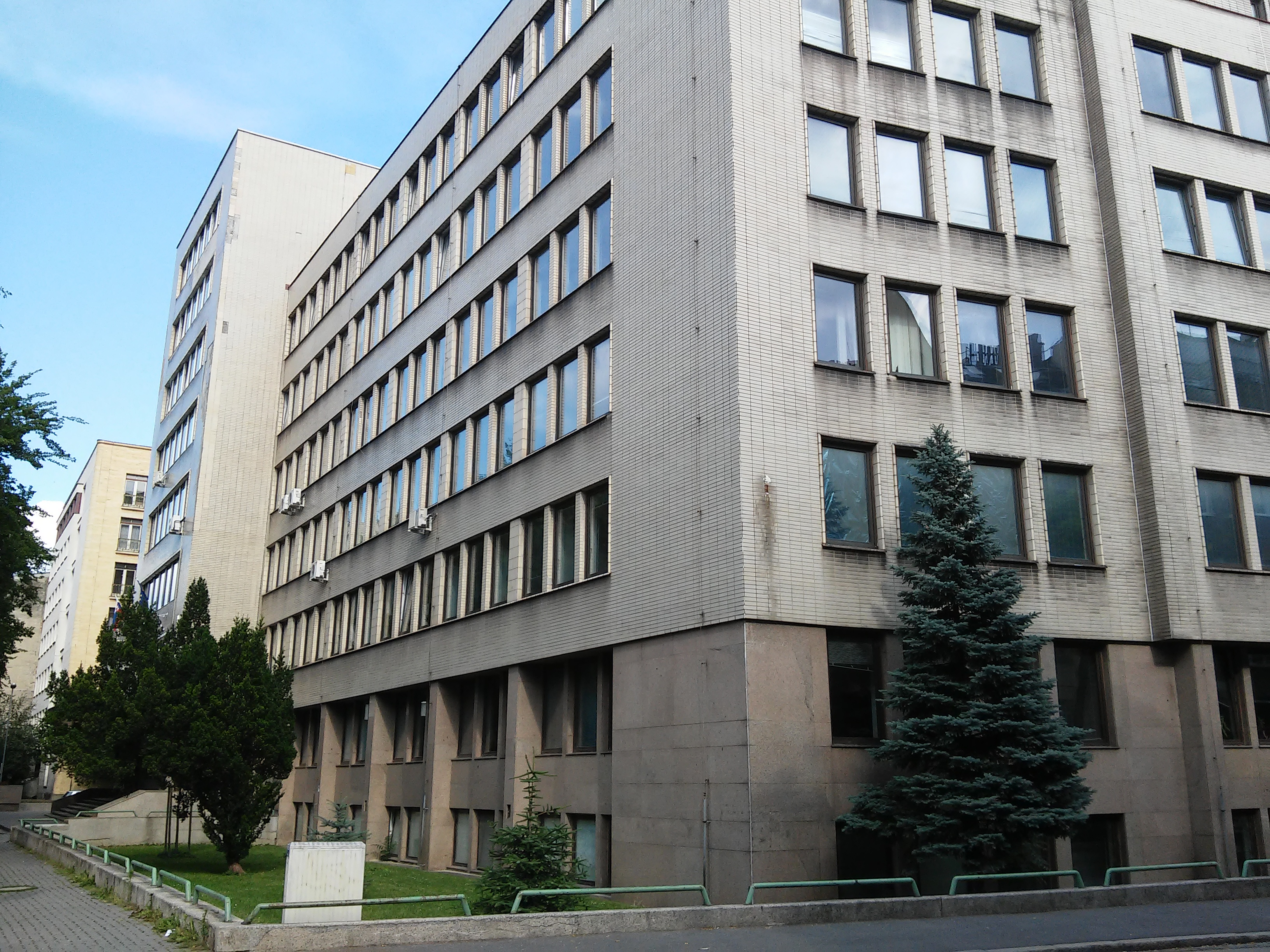
Штаб-квартира Міністерства

Міністерство сільського господарства і розвитку сільської місцевості Словацької Республіки, також раніше мало назви Міністерство сільського господарства Словацької Республіки, Міністерство сільського господарства, навколишнього середовища і  регіонального розвитку Словаччини,  є одним з міністерств Словаччини.

## Компетенція Міністерства
Міністерство сільського господарства Словацької Республіки є центральним органом державної адміністрації Словацької Республіки для:
1. сільське господарство,
2. лісове господарство,
3. Об'єднання земель та охорона земель сільськогосподарського призначення
4. системи зрошення та дренажні системи
5. ветеринарний контроль, ветеринарна інспекція та ветеринарний нагляд,
6. фітосанітарної допомоги
7. селекційний нагляд,
8. рибальство в аквакультурі та морському промислі,
9. полювання,
10. нагляд за продуктами харчування та їжею.

## Товарна біржа
Міністерство сільського господарства бере активну участь у заходах на Братиславській товарній біржі .

## Міністр сільського господарства
```
словац.
 
Minister pôdohospodárstva
```

 Міністерство сільського господарства керує і відповідає за свою діяльність міністру сільського господарства, якого призначає і відкликає Президент Словацької Республіки за пропозицією Прем'єр-міністра Словацької Республіки.
Поточний Міністр сільського господарства Річард Такач з 25 жовтня 2023 року.

## Державний секретар Міністерства сільського господарства
```
словац.
 
Štátny tajomník ministerstva pôdohospodárstva
```

Діючими Державними секретарями Міністерства Сільського господарства Словацької Республіки є Володимир Внук та Йозеф Сматана.

## Історія
1 липня 2010 року Міністерство охорони навколишнього середовища Словацької Республіки , яке було скасовано на цю дату (Закон № 37/2010 Зб.), Було зареєстровано під Міністерством .  ).  Міністерство було перейменовано законом на Міністерство сільського господарства, навколишнього середовища і регіонального розвитку Словацької Республіки (Ministerstvo pôdohospodárstva, životného prostredia a regionálneho rozvoja Slovenskej republiky).
З 1 жовтня 2010 року після продовження Міністерством навколишнього середовища Словацької Республіки міністерство знову отримало назву Міністерства сільського господарства і сільського розвитку Словацької Республіки (закон № 372/2010 Z. z.).